# Чилесито
Чилесито (исп. Chilecito) — город в Аргентине. Административный центр одноименного департамента провинции Ла-Риоха.
Расположен примерно в 60 км юго-восточнее столицы провинции г. Ла-Риоха. Чилесито находится на автотрассе РН 40, самом длинном национальном шоссе в Аргентине.
Население — 36 914 жителей (2012).

## История
Основан в 1715 году испанскими колонизаторами. Наибольшего развития достиг, благодаря горнодобывающей промышленности, в конце XIX века.
Рядом с городом в начале XX века была построена канатная дорога Chilecito-La Mejicana длиной 35 км, самая длинная канатная дорога в мире с наивысшей горной станцией (4600 м). Канатная дорога была необходима для добычи руды в шахте La Mejicana в горах Sierra de Famatina.